# Språkolympiaden
Språkolympiaden är en språk- och kulturtävling i moderna språk för grund- och gymnasieskolor i Sverige. 
Tävlingen initierades av lärarna i spanska, Marcelo Cea och Fernando López Serrano, på Malmö Borgarskola 2007. 13 Malmö-skolor anmälde sig det året till tävlingen.
Inför andra året (2008-2009) utökades Språkolympiaden till hela Skåneregionen och introducerade de två andra stora moderna språken i den svenska skolan: franska och tyska. 43 skolor deltog, varav fyra i den nya kategorin för gymnasieskolor. Även en kategori för modersmål inrättades.
Inför tredje året (2009-2010) har tävlingen utökats till nationell nivå med flera partnerskolor; Malmö Borgarskola som huvudarrangör och Katedralskolan i Uppsala, Härnösands gymnasium i Härnösand, Sunnerbogymnasium i Ljungby och Högre Samskolan i Göteborg. Över 6000 elever från 170 skolor i hela Sverige deltog.
2010 - 2011 deltog 7000 elever från 300 skolor runt om i Sverige. Regionfinalerna ägde rum den 18 mars 2011 i Malmö, Göteborg, Ljungby, Uppsala och Härnösand. Riksfinalen ägde rum den 1 april 2011 i Malmö.
2011 - 2012 startar Språkolympiaden i Danmark under namnet Sprogolympiaden.

Vinnarna:
År 2007 - 2008/Spanska/Grundskola
Första plats: Linnéskola (Malmö); Andra plats: Söderkullaskolan. (Malmö); Tredje plats: Slottsstadens skola. (Malmö); Fjärde plats: Sofielundskolan - Johannesskolan. (Malmö)
År 2008 - 2009 / Spanska / Grundskola
Första plats: Söderkullaskola (Malmö); Andra plats: Bjärehovskolan (Bjärred); Tredje plats: Slottsstadens skola. (Malmö); Fjärde plats: Tunaskolan (Lund) 
År 2008 - 2009 / Spanska / Gymansieskola
Första plats: Katedralskolan (Lund); Andra plats: Malmö Borgarskola (Malmö); Tredje plats: St: Petri. (Malmö); Fjärde plats: Spyken (Lund) 
År 2008 - 2009 / Tyska / Grundskola
Första plats: Söderkullaskolan (Malmö); Andra plats: Slottsstadens skola (Malmö); Tredje plats:
Fjärde plats:
År 2008 - 2009 / Franska / Grundskola
Första plats: Malmö Monterssoriskolan (Malmö); Andra plats: Bergarskolan (Malmö); Tredje plats: Söderkullaskolan (Malmö); Fjärde plats: Europaporten Mariaskolan (Malmö) 
År 2010 / SPANSKA / Grundskola 
Första plats: Slottstadens Skola (Malmö); Andra plats: Rydskolan (Skövde); Tredje plats: Eriksbergskolan (Uppsala); Fjärde plats: Ålidhemskolan (Umeå) 
År 2010 / SPANSKA / Gymnasieskola 
Första plats: Skolstaden (Helsingborg); Andra plats: Malmö Borgarskola (Malmö); Tradje plats: Katedralskolan (Uppsala); Fjärde Plats: Katedralskolan (Lund) 
År 2010 / SPANSKA / Modersmål 
Första plats: Vittra på Lidingö (Stockholm)
År 2010 / TYSKA / Grundskola 
Första plats: Hålabäcksskolan (Kungsbacka); Andra plats: Järnåkraskolan (Lund); Tredje plats: Astradskolan (Ljungby); Fjärde plats: Livets Ords Kristina Skola (Uppsala) 
År 2010 / TYSKA / Gymnasieskola 
Första plats: Sunnerbogymnasiet (Ljungby); Andra plats: Katedralskolan (Uppsala); Tredje plats: Bergagymnasiet (Eslöv); Fjärde plats: Malmö Borgarskola (Malmö) 
År 2010 / FRANSKA / Grundskola 
Första plats: Järnåkraskolan (Lund); Andra plats: Eriksbergsskolan (Uppsala); Tredje plats: Internationella Skolan Atlas (Linköping); Fjärde plats: Göteborgs Högre Samskola (Göteborg) 
År 2010 / FRANSKA / Gymnasieskola 
Första plats: Göteborgs Högre Samskola (Göteborg); Andra plats: Katedralskolan (Lund); Tredje plats: Franska Skolan (Stockholm); Fjärde plats: Katedralskolan (Uppsala) 
År 2010 / FRANSKA / Modersmål
Första plats: Humfryskola (Malmö). 
År 2011 / SPANSKA / Modersmål
Första plats: Malmö Borgarskola (Malmö).
År 2015 / SPANSKA / Grundskola
Första plats: Internationella Engelska Skolan (Sundsvall); Andra plats: Internationella Engelska Skolan (Karlstad)